# O le Ao o le Malo
O le Ao o le Malo es el nombre por el que se conoce al jefe de Estado de Samoa, si bien una traducción más exacta del término podría ser la de «jefe del gobierno», puesto que ao es un título reservado generalmente a los jefes y malo significa «gobierno». Recibe el tratamiento de Su Alteza.
El cargo está regulado en la Parte III de la Constitución de Samoa del año 1960. En el momento en que se adoptó la Constitución se anticipó que los jefes de Estado futuros serían elegidos de entre los cuatro «jefes» reales (Tama-a-Aiga). Sin embargo, este requisito no aparece textualmente en la Constitución y, por ese motivo, Samoa podría considerarse de facto como una república en lugar de una monarquía electiva y constitucional que es lo que es de iure.
El secretario de Prensa gubernamental describe el cargo de O le Ao o le Malo como el de un «presidente ceremonial». En la actualidad, el cargo lo ocupa Vaʻaletoʻa Eti Sualauvi II, que fue elegido para un mandato de cinco años el 21 de julio de 2017.

## Historia
Cuando Samoa alcanzó su independencia en el año 1962, los que en ese momento eran considerados los dos jefes tribales más importantes de los cuatro existentes, Malietoa Tanumafili y Tupua Tamasese Meaʻole, fueron elegidos conjuntamente para el cargo y de manera vitalicia, y así fue recogido en la Constitución de 1960. Cada uno, respectivamente, representaban a los Malietoa y los Tupua, tribus que han sido descritas como «los dos principales linajes familiares» de Samoa. Se les conocía conjuntamente como O Ao o le Malo e individualmente como O le Ao o le Malo.
Sin embargo, Tupua Tamasese Mea’aole murió un año después, en 1963, dejando a Malietoa Tanumafili como el único jefe de Estado de Samoa hasta su muerte en 2007, a los 94 años de edad.
En su lugar, Tuiatua Tupua Tamasese Efi fue elegido, el 16 de junio de 2007, por la Asamblea Legislativa de Samoa como nuevo O le Ao o le Malo y para un mandato de 5 años que comenzó el 20 de junio de 2007. Tupua Tamasese Tupuola Tufuga Efi había servido ya en dos ocasiones como primer ministro de Samoa y es el hijo mayor de Tupua Tamasese Meaʻole.

## Requisitos
De conformidad con el artículo 18 de la Constitución de Samoa, las personas que ocupen el cargo de O le Ao o le Malo deben cumplir los siguientes requisitos:
- Estar cualificados para ser elegidos Miembros del Parlamento.
- Poseer las cualificaciones que la Asamblea Legislativa de Samoa determine mediante resolución.
- No haber sido privados previamente del cargo de jefe de Estado por mala conducta o enfermedad.[3]

## Duración del cargo
La duración del cargo es por cinco años, y existe la posibilidad de reelección. Las excepciones a esta norma fueron Malietoa Tanumafili y Tupua Tamasese Meaʻole, que recibieron el cargo de manera vitalicia por mandamiento expreso del artículo 19 de la Constitución.
Por otro lado, una persona puede ser apartada del cargo de manera anticipada por tres vías:
- Renuncia.
- Cese por decisión de la Asamblea y bajo motivos de mala conducta o enfermedad.
- Aprobación por dos tercios de la Asamblea Legislativa de una resolución de cese en el cargo que haya sido propuesta y apoyada por al menos un cuarto de sus miembros, debiendo transcurrir al menos 14 días desde la moción y se debate en la Asamblea.[3]

## Deberes y poderes
La posición del O le Ao o le Malo es similar al de un jefe de Estado de una monarquía constitucional, en tanto en cuanto se trata de un jefe de Estado con muy pocas competencias, más de carácter ceremonial o formal que reales. El poder real lo ostenta el primer ministro de Samoa, si bien es el O le Ao o le Malo quien formalmente nombra a éste por orden de la Asamblea. No obstante lo anterior, el O le Ao o le Malo podría disolver el parlamento en cualquier momento, y es el encargado de sancionar las leyes aprobadas en él. También tiene el derecho de conceder indultos.

## Jefes de Estado (O le Ao o le Malo) desde 1962
Lista de jefes de Estado de Samoa;
| N.º | Nombre                                 | Gobierno            | Gobierno            | Imagen | Imagen |
| N.º | Nombre                                 | Comienzo            | Final               | Imagen | Imagen |
| --- | -------------------------------------- | ------------------- | ------------------- | ------ | ------ |
| 1   | Tanumafili II (Malietoa) (1913–2007)   | 1 de enero de 1962  | 11 de mayo de 2007  |        |        |
| 1   | Meaʻole (Tamasese) (1905–1963)         | 1 de enero de 1962  | 5 de abril de 1963  |        |        |
| 2   | Efi (Tamasese) (1938–)                 | 20 de junio de 2007 | 21 de julio de 2017 |        |        |
| 3   | Sualauvi II (Tuimaleali'ifano) (1947-) | 21 de julio de 2017 | Presente            |        |        |